# Mykyta Yermak
Mykyta Yermak –en ucraniano, Микита Єрмак– es un deportista ucraniano que compitió en gimnasia artística. Ganó una medalla de plata en los Juegos Europeos de Bakú 2015, en la prueba por equipos.

## Palmarés internacional
| Juegos Europeos | Juegos Europeos    | Juegos Europeos  | Juegos Europeos      |
| Año             | Lugar              | Medalla          | Competición          |
| --------------- | ------------------ | ---------------- | -------------------- |
| 2015            | Bakú ( Azerbaiyán) | Medalla de plata | Concurso por equipos |